# Quyền lực

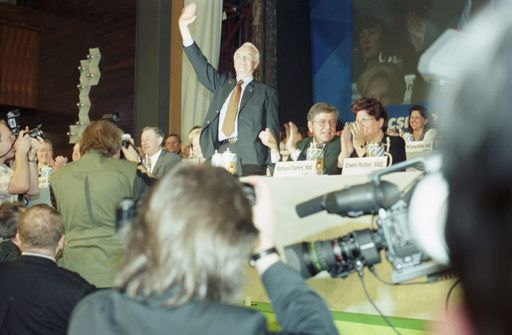
Có những rối loạn cảm xúc ảnh hưởng đến những người thực thi quyền lực dưới bất kỳ hình thức nào, trong đó nổi bật là hội chứng hubris, chứng cuồng dâm, hamartia hoặc tự ái.

Quyền lực, được miêu tả theo khía cạnh khoa học xã hội, một mặt là khả năng gây ảnh hưởng của một người hoặc một nhóm người đến hành vi và suy nghĩ của các cá nhân, nhóm người khác với ý nghĩa là "quyền lực"; mặt khác, nó đại diện cho 1 vị trí của cá nhân hoặc nhóm người, là khả năng đạt được mục tiêu xác định một cách đơn phương, không chịu sự kiểm soát, áp đặt, hay phải đáp ứng các điều kiện và đòi hỏi của các cá nhân hoặc nhóm người khác (vd: quyền con người). Vế sau được hiểu theo tính pháp lý với ý nghĩa là "thẩm quyền", "quyền lợi" của các cá nhân và nhóm người tham gia vào một hệ thống xã hội được bảo trợ bởi một nền tảng pháp luật đã được xây dựng và đưa ra dựa theo các tiêu chí cụ thể, đặc biệt là dựa trên các thỏa thuận và cam kết của những chủ thể tham gia trong xã hội (khế ước xã hội).
Quyền lực xác định phạm vi, giới hạn của các "khả năng hành động, gây ảnh hưởng" cả về thể chất lẫn tinh thần của một người hoặc một nhóm người. Việc sử dụng thứ sức mạnh này để gây ảnh hưởng đến cá nhân, nhóm người khác, có thể mang theo những ý nghĩa tích cực cũng như tiêu cực, dựa trên mục đích, nguyên tắc, cách thức sử dụng chúng. Cần phân biệt việc "lạm quyền" và việc "vi phạm giới hạn quyền lực". Lạm dụng quyền lực là việc sử dụng quyền lực mà không tuân theo những mục đích quy định cho sự tồn tại của quyền lực. Việc vượt quá phạm vi giới hạn quyền lực là việc không tuân theo những nguyên tắc, cách thức được quy định sẵn trong quá trình sử dụng quyền lực.

## Một số khái niệm
- Theo Robert Dahl, A có quyền lực đối với B khi ông ta (hoặc bà ta) có thể bắt buộc B làm điều mà B lẽ ra không làm.
- Theo Steven Lukes, A thực thi quyền lực đối với B khi A tác động đến B theo cách trái ngược với lợi ích của B.
- Theo Max Weber, quyền lực là khả năng của một chủ thể buộc chủ thể khác phải hành động theo ý muốn của mình, bất kể sự kháng cự.